# Horacio Gómez Bolaños
Horacio Víctor Gómez y Bolaños Cadis (Ciudad de México, 28 de julio de 1930-Ciudad de México, 21 de noviembre de 1999) fue un actor, productor y comediante mexicano. Es recordado por haber interpretado al personaje de Godínez, en la serie El Chavo del 8.

## Biografía y carrera
Horacio Víctor Gómez y Bolaños Cadis nació el 28 de julio de 1930 en Ciudad de México, siendo hijo de Francisco Gómez y de Elsa Bolaños Cadis. Fue hermano del también actor y comediante Roberto Gómez Bolaños. A solicitud de Roberto, participó en papeles secundarios en algunas de sus series, incluidas El Chavo del 8 y Chespirito. Entre todos los personajes que personificó en las series de su hermano, Godínez en El Chavo fue el que le permitió consagrarse como actor, a pesar de que este únicamente era un rol de apoyo para la emisión.

### Muerte
El 21 de noviembre de 1999, Bolaños falleció en Ciudad de México a los 69 años de edad, a causa de un paro cardíaco. Su cuerpo fue cremado y sus cenizas fueron llevadas a descansar a un nicho dentro de la iglesia Parroquia Madre de Dios de Czestochowa, ubicada en Naucalpan de Juárez, estado de México.

## Legado
Bolaños fue incluido en Street Chaves, un videojuego de lucha brasileño no oficial basado en El Chavo, que se derivó de la serie de videojuegos japonesa Street Fighter.

## Filmografía

### Cine
| Año  | Título                 | Papel                 |
| ---- | ---------------------- | --------------------- |
| 1979 | El Chanfle             | Policía               |
| 1982 | El Chanfle 2           | Jefe de contrabando   |
| 1983 | Don Ratón y don Ratero | Esposo de Aftadolfa   |
| 1984 | Charrito               | Ayudante del director |

### Televisión
| Año       | Título               | Papel                                                                   |
| --------- | -------------------- | ----------------------------------------------------------------------- |
| 1973-79   | El Chapulín Colorado | Varios personajes                                                       |
| 1974-79   | El Chavo del 8       | Godínez, mesero en restaurante de Acapulco, el primer dueño de la fonda |
| 1979-1980 | La Chicharra         | Varios personajes                                                       |
| 1980-1995 | Chespirito           | Godínez, señor Barbadillo, varios personajes                            |